# راجنار هوفلاند
راجنار هوفلاند (بالنرويجية البوكمول: Ragnar Hovland)‏ هو كاتب ومترجم وكاتب للأطفال وشاعر نرويجي، ولد في 15 أبريل 1952 في برغن في النرويج.

## وصلات خارجية
- راجنار هوفلاند على موقع IMDb (الإنجليزية)
- راجنار هوفلاند على موقع ميوزك برينز (الإنجليزية)